# Big in Japan
Big in Japan is de debuutsingle van de Duitse popgroep Alphaville. 
Het nummer werd uitgebracht op het eerste studioalbum Forever Young uit 1984. In januari van dat jaar werd het nummer wereldwijd als eerste single van het album op vinylsingle uitgebracht. In maart 1992 werd het nummer als remixversie "Big in Japan 1992 A.D" op cd-single uitgebracht.

## Achtergrond
De plaat werd wereldwijd een hit en behaalde zelfs de nummer 1-positie in thuisland Duitsland,  Zwitserland, Zweden en Venezuela. In het Verenigd Koninkrijk werd de 8e positie in de UK Singles Chart bereikt, in Ierland de 4e, in de Verenigde Staten de 66e en in Canada, Australië en Nieuw-Zeeland de 67e positie.
De zinsnede "Big in Japan" werd gebruikt om westerse bands te beschrijven die wel populair zijn bij het Japanse publiek, maar weinig aandacht trekken in hun eigen land. De videoclip werd geregisseerd door Dieter Meier en werd destijds in Nederland op televisie uitgezonden door de popprogramma's AVRO's Toppop, Countdown van Veronica en Popformule van de TROS.
In Nederland werd de plaat begin 1984 veel gedraaid op Hilversum 3 en werd een gigantische hit in de destijds drie landelijke hitlijsten op de nationale publieke popzender. De plaat bereikte de 2e positie in de Nederlandse Top 40, de 5e positie in de Nationale Hitparade en de 3e positie in de TROS Top 50. In de Europese hitlijst op Hilversum 3, de TROS Europarade, werd zelfs de nummer 1-positie bereikt.
In België bereikte de plaat de 2e positie in zowel de voorloper van de Vlaamse Ultratop 50 als de Vlaamse Radio 2 Top 30. In Wallonië werd géén notering behaald.
Sinds de allereerste editie in december 1999 staat de originele versie van de plaat onafgebroken genoteerd in de jaarlijkse NPO Radio 2 Top 2000 van de Nederlandse publieke radiozender NPO Radio 2, met als hoogste notering een 426e positie in 2002.

## Hitnoteringen

### Nederlandse Top 40
| Big in Japan in de Nederlandse Top 40 -- binnen: 05-05-1984 | Big in Japan in de Nederlandse Top 40 -- binnen: 05-05-1984 | Big in Japan in de Nederlandse Top 40 -- binnen: 05-05-1984 | Big in Japan in de Nederlandse Top 40 -- binnen: 05-05-1984 | Big in Japan in de Nederlandse Top 40 -- binnen: 05-05-1984 | Big in Japan in de Nederlandse Top 40 -- binnen: 05-05-1984 | Big in Japan in de Nederlandse Top 40 -- binnen: 05-05-1984 | Big in Japan in de Nederlandse Top 40 -- binnen: 05-05-1984 | Big in Japan in de Nederlandse Top 40 -- binnen: 05-05-1984 | Big in Japan in de Nederlandse Top 40 -- binnen: 05-05-1984 | Big in Japan in de Nederlandse Top 40 -- binnen: 05-05-1984 |
| Week                                                        | 18                                                          | 19                                                          | 20                                                          | 21                                                          | 22                                                          | 23                                                          | 24                                                          | 25                                                          | 26                                                          |                                                             |
| ----------------------------------------------------------- | ----------------------------------------------------------- | ----------------------------------------------------------- | ----------------------------------------------------------- | ----------------------------------------------------------- | ----------------------------------------------------------- | ----------------------------------------------------------- | ----------------------------------------------------------- | ----------------------------------------------------------- | ----------------------------------------------------------- | ----------------------------------------------------------- |
| Positie                                                     | 23                                                          | 13                                                          | 6                                                           | 3                                                           | 2                                                           | 4                                                           | 6                                                           | 13                                                          | 24                                                          | uit                                                         |

### Nationale Hitparade
| Big in Japan in de Nationale Hitparade -- binnen: 02-05-1984 | Big in Japan in de Nationale Hitparade -- binnen: 02-05-1984 | Big in Japan in de Nationale Hitparade -- binnen: 02-05-1984 | Big in Japan in de Nationale Hitparade -- binnen: 02-05-1984 | Big in Japan in de Nationale Hitparade -- binnen: 02-05-1984 | Big in Japan in de Nationale Hitparade -- binnen: 02-05-1984 | Big in Japan in de Nationale Hitparade -- binnen: 02-05-1984 | Big in Japan in de Nationale Hitparade -- binnen: 02-05-1984 | Big in Japan in de Nationale Hitparade -- binnen: 02-05-1984 | Big in Japan in de Nationale Hitparade -- binnen: 02-05-1984 | Big in Japan in de Nationale Hitparade -- binnen: 02-05-1984 | Big in Japan in de Nationale Hitparade -- binnen: 02-05-1984 | Big in Japan in de Nationale Hitparade -- binnen: 02-05-1984 |
| Week                                                         | 18                                                           | 19                                                           | 20                                                           | 21                                                           | 22                                                           | 23                                                           | 24                                                           | 25                                                           | 26                                                           | 27                                                           |                                                              |                                                              |
| ------------------------------------------------------------ | ------------------------------------------------------------ | ------------------------------------------------------------ | ------------------------------------------------------------ | ------------------------------------------------------------ | ------------------------------------------------------------ | ------------------------------------------------------------ | ------------------------------------------------------------ | ------------------------------------------------------------ | ------------------------------------------------------------ | ------------------------------------------------------------ | ------------------------------------------------------------ | ------------------------------------------------------------ |
| Positie                                                      | 18                                                           | 5                                                            | 7                                                            | 6                                                            | 10                                                           | 10                                                           | 12                                                           | 19                                                           | 32                                                           | 45                                                           | uit                                                          |                                                              |

### TROS Top 50
Hitnotering: 26-04-1984 t/m 28-06-1984. Hoogste notering #3.

### TROS Europarade
Hitnotering: 08-04-1984 t/m 08-07-1984. Hoogste notering: #1 (1 week).

### NPO Radio 2 Top 2000
| Nummer met noteringen in de NPO Radio 2 Top 2000 | '99 | '00 | '01 | '02 | '03 | '04 | '05 | '06  | '07 | '08 | '09  | '10  | '11  | '12  | '13  | '14  | '15  | '16  | '17  | '18  | '19  | '20  | '21  | '22  | '23  | '24  |
| ------------------------------------------------ | --- | --- | --- | --- | --- | --- | --- | ---- | --- | --- | ---- | ---- | ---- | ---- | ---- | ---- | ---- | ---- | ---- | ---- | ---- | ---- | ---- | ---- | ---- | ---- |
| Big in Japan                                     | 568 | 477 | 468 | 426 | 763 | 721 | 640 | 1080 | 961 | 789 | 1358 | 1014 | 1135 | 1409 | 1384 | 1461 | 1589 | 1674 | 1411 | 1674 | 1543 | 1568 | 1222 | 1378 | 1463 | 1158 |

1. ↑  Een vetgedrukt getal geeft de hoogste notering aan.